# Eccellenza Toscana 1999-2000
Il campionato italiano di calcio di Eccellenza regionale 1999-2000 è stato il nono organizzato in Italia. Rappresenta il sesto livello del calcio italiano.
Questo è il campionato regionale della regione Toscana.

## Girone A

### Squadre partecipanti
| Squadra                       | Città                     |
| ----------------------------- | ------------------------- |
| Armando Picchi Calcio         | Livorno (LI)              |
| U.S. Art.Ind. Larcianese      | Larciano (PT)             |
| A.S. Barberino Mugello        | Barberino di Mugello (FI) |
| U.S. Borgo a Buggiano 1920    | Borgo a Buggiano (PT)     |
| Pol. Cappiano Romaiano        | Ponte a Cappiano (FI)     |
| Pol. Cascina                  | Cascina (PI)              |
| A.S. Cecina                   | Cecina (LI)               |
| A.S. Certaldo                 | Certaldo (FI)             |
| U.S. Forcoli                  | Forcoli (PI)              |
| U.S. Forte dei Marmi          | Forte dei Marmi (LU)      |
| U.S. Isola d'Elba             | Capoliveri (LI)           |
| A.S. Mobilieri Ponsacco       | Ponsacco (PI)             |
| A.C. Montecalvoli             | Montecalvoli (PI)         |
| F.C. Montecatini Calcio       | Montecatini Terme (PT)    |
| G.S. P.A. Pontremolese A.S.D. | Pontremoli (MS)           |
| A.S. Porcarimontecarlo        | Porcari (LU)              |

### Classifica finale
|  | Pos. | Squadra             | Pt | G  | V  | N  | P  | GF | GS | DR  |
|  | ---- | ------------------- | -- | -- | -- | -- | -- | -- | -- | --- |
|  | 1.   | Art.Ind. Larcianese | 61 | 30 | 17 | 10 | 3  | 45 | 18 | +27 |
|  | 2.   | Cappiano Romaiano   | 58 | 30 | 16 | 10 | 4  | 51 | 29 | +22 |
|  | 3.   | Barberino Mugello   | 52 | 30 | 12 | 16 | 2  | 48 | 29 | +19 |
|  | 4.   | Forcoli             | 46 | 30 | 13 | 7  | 10 | 23 | 22 | +1  |
|  | 5.   | Forte dei Marmi     | 42 | 30 | 8  | 18 | 4  | 26 | 22 | +4  |
|  | 6.   | Cecina              | 40 | 30 | 8  | 16 | 6  | 34 | 32 | +2  |
|  | 7.   | Cascina             | 40 | 30 | 11 | 7  | 12 | 29 | 33 | -4  |
|  | 8.   | Montecalvoli        | 39 | 30 | 7  | 18 | 5  | 32 | 28 | +4  |
|  | 9.   | Borgo a Buggiano    | 37 | 30 | 9  | 10 | 11 | 41 | 38 | +3  |
|  | 10.  | Certaldo            | 36 | 30 | 7  | 15 | 8  | 38 | 37 | +1  |
|  | 11.  | Armando Picchi      | 33 | 30 | 6  | 15 | 9  | 27 | 33 | -6  |
|  | 12.  | Montecatini         | 33 | 30 | 7  | 12 | 11 | 29 | 40 | -11 |
|  | 13.  | Pontremolese        | 32 | 30 | 8  | 8  | 14 | 32 | 37 | -5  |
|  | 14.  | Porcarimontecarlo   | 30 | 30 | 5  | 15 | 10 | 22 | 38 | -16 |
|  | 15.  | Mobilieri Ponsacco  | 25 | 30 | 4  | 13 | 13 | 18 | 32 | -14 |
|  | 16.  | Isola d'Elba        | 15 | 30 | 1  | 12 | 17 | 25 | 52 | -27 |

## Girone B

### Squadre partecipanti
| Squadra                      | Città                           |
| ---------------------------- | ------------------------------- |
| U.P. Baldaccio Bruni         | Anghiari (AR)                   |
| A.S. Badesse                 | Monteriggioni (SI)              |
| U.S. Castiglionese           | Castiglion Fiorentino (AR)      |
| A.S. Figline                 | Figline Valdarno (FI)           |
| Pol. Firenze Ovest           | Firenze (FI)                    |
| A.S. Fortis Juventus 1909    | Borgo San Lorenzo (FI)          |
| A.C. Marino Mercato Subbiano | Subbiano (AR)                   |
| A.S. Montale                 | Montale (PT)                    |
| A.C. Montemurlo              | Montemurlo (PO)                 |
| Pol.Nuova Società Chiusi     | Chiusi (SI)                     |
| A.C. Poppi                   | Poppi (AR)                      |
| A.C. Sansovino               | Monte San Savino (AR)           |
| A.C.V. Scandicci A.S.D.      | Scandicci (FI)                  |
| U.C. Sinalunghese            | Sinalunga (SI)                  |
| U.S. Tegoleto                | Civitella in Val di Chiana (AR) |
| A.C. Valdema                 | Grassina (FI)                   |

### Classifica finale
|  | Pos. | Squadra                 | Pt | G  | V  | N  | P  | GF | GS | DR  |
|  | ---- | ----------------------- | -- | -- | -- | -- | -- | -- | -- | --- |
|  | 1.   | Fortis Juventus         | 54 | 30 | 15 | 9  | 6  | 33 | 19 | +14 |
|  | 2.   | Valdema                 | 53 | 30 | 15 | 8  | 7  | 31 | 19 | +12 |
|  | 3.   | Castiglionese           | 53 | 30 | 15 | 8  | 7  | 42 | 24 | +18 |
|  | 4.   | Nuova Società Chiusi    | 49 | 30 | 14 | 7  | 9  | 33 | 26 | +7  |
|  | 5.   | Sansovino               | 41 | 30 | 10 | 11 | 9  | 28 | 29 | -1  |
|  | 6.   | Scandicci               | 40 | 30 | 11 | 7  | 12 | 36 | 36 | 0   |
|  | 7.   | Montemurlo              | 40 | 30 | 11 | 7  | 12 | 32 | 33 | -1  |
|  | 8.   | Sinalunghese            | 39 | 30 | 9  | 12 | 9  | 29 | 31 | -2  |
|  | 9.   | Baldaccio Bruni         | 38 | 30 | 9  | 11 | 10 | 31 | 28 | +3  |
|  | 10.  | Badesse                 | 38 | 30 | 8  | 14 | 8  | 28 | 25 | +3  |
|  | 11.  | Tegoleto                | 37 | 30 | 9  | 10 | 11 | 22 | 26 | -4  |
|  | 12.  | Firenze Ovest           | 35 | 30 | 7  | 14 | 9  | 23 | 28 | -5  |
|  | 13.  | Marino Mercato Subbiano | 35 | 30 | 10 | 5  | 15 | 27 | 42 | -15 |
|  | 14.  | Poppi                   | 35 | 30 | 7  | 14 | 9  | 23 | 32 | -9  |
|  | 15.  | Figline                 | 30 | 30 | 7  | 9  | 14 | 19 | 26 | -7  |
|  | 16.  | Montale                 | 28 | 30 | 8  | 4  | 18 | 25 | 38 | -13 |

### Spareggi

#### Spareggio 2º posto
| Squadra 1 | Risultato | Squadra 2     |
| --------- | --------- | ------------- |
| Valdema   | 1 - 0     | Castiglionese |

| ??? 2000 | Valdema | 1 – 0 | Castiglionese |  |

#### Spareggio salvezza
| Squadra 1               | Risultato       | Squadra 2 |
| ----------------------- | --------------- | --------- |
| Marino Mercato Subbiano | 0 - 0 (6-5 dcr) | Poppi     |

| ??? 2000                                     | Marino Mercato Subbiano | 0 – 0 (d.t.s.) | Poppi |  |
| \| \| \| \| \| \| Tiri di rigore 6 – 5 \| \| |                         |                |       |  |
|                                              |                         |                |       |  |
|                                              | Tiri di rigore 6 – 5    |                |       |  |